# Mahajamba
De Mahajamba  is een rivier in Madagaskar. De rivier is 298 km lang.
De rivier ontspringt in de hooglanden van Anjafy bij het Amparihinandriambavymeer ongeveer 1.100 m boven de zeespiegel. Vanuit de bron kent de Mahajamba twee zijrivieren, de Kamoro (lijeva) en Kanioro.
De Mahajamba mondt uit in de Mahajamba-baai waar tevens de rivier Sofia in uitmondt. 